# Ley de Lotka
La Ley de Lotka se trata de una ley bibliométrica, enunciada por Alfred Lotka en 1926, sobre la distribución de los autores según su productividad. El propio Lotka explica la importancia de estas leyes bibliométricas: “sería de interés determinar, si es posible, la parte en la que personas de diferente calibre contribuyen al progreso de la ciencia.” Con su ley afirma que hay una distribución desigual de productividad en los autores y que, independientemente de la disciplina, la mayoría de los autores publican el menor número de trabajos, mientras que unos pocos autores publican la mayor parte de la bibliografía relevante sobre un tema de investigación, y forman el grupo más prolífico.
El número de autores, {\displaystyle A_{n}}, que publican {\displaystyle n} trabajos sobre una materia es inversamente proporcional al cuadrado de {\displaystyle n}. Se formula de la siguiente manera:
{\displaystyle A_{n}={\frac {A_{1}}{n^{2}}}}
Dónde {\displaystyle A_{n}} es el número de trabajos que corresponden a determinado número de autores aplicando la ley de Lotka, {\displaystyle A_{1}} son el número de trabajos elaborados por un único autor {\displaystyle n^{2}} es el número de autores para el cual queremos calcular los trabajos que le corresponderían aplicando la Ley del crecimiento exponencial elevado al cuadrado.

## Ejemplo
Para este ejemplo, se supone que hay 100 autores que escriben un artículo cada uno durante un periodo específico, con lo que asumimos para la tabla que se muestra a continuación que C= 1 y n = 2
Esta ley establece que partiendo del número de autores, en este caso 100 con un solo trabajo en un tema determinado, es posible predecir el número de autores con n trabajos con la siguiente fórmula: Aⁿ = A¹ / n². Dónde A1 serían los autores con un solo trabajo.

## Modelos relacionados
La Ley de Lotka equivale a otros modelos matemáticos, algunos provenientes de la bibliometría (como el de Zipf y el de Bradford) y otros de la economía o de otras ciencias (como el Principio de Pareto de la Economía), que fundamentan su validez matemática. 
A continuación se expresan las similitudes de cada modelo con el de Lotka.
- Modelo de Zipf: presenta una distribución similar a la función de densidad de probabilidad de la distribución LaPlace (estudiado por Brookes) y son equivalentes matemáticamente bajo ciertas condiciones (afirmado por Chen y Leimkuhler)

- Modelo de Bradford: coincide en un alto grado de concentración de una pequeña élite (estudiado por Bensam), presenta una distribución similar a la función de densidad de probabilidad de la distribución LaPlace (estudiado por Brookes), son equivalentes matemáticamente bajo ciertas condiciones (afirmado por Chen y Leimkuhler).

- Modelo de Garfield: coincide en un alto grado de concentración de una pequeña élite (estudiado por Bensam).

- Modelo de Trueswell: coincide en un alto grado de concentración de una pequeña élite (estudiado por Bensam).

- Modelo de elitismo de Price: calcula la cantidad de autores que producen el 50% de la producción de una determinada materia.

Un ejemplo de modelo matemático de otra ciencia es el proporcionado por la economía:
- Principio de Pareto de la Economía, conocido también como la regla del 80-20, que dice que el 20 % de la población dispone del 80% de los recursos. Y que, por otra parte, el grupo mayoritario, formado por un 80% de población, solamente puede acceder al otro 20%.

## Críticas
La Ley de Lotka ha sido criticada en varios aspectos.
- La fiabilidad de los resultados que nos da el modelo depende del tipo de disciplina sobre la que se haga el estudio.
- Requiere que la bibliografía recogida sea lo más completa y exhaustiva posible y cubra un amplio período de tiempo, pero no siempre se cumple.
- Sobrestima el número de autores prolíficos, ya que su suma hasta el infinito nunca se daría. Por ello, muchos autores proponen el uso de la distribución de Laplace para valores de n cercanos a 2, debido a que esto es más fácil de calcular (Brookes).
- Su idiosincrasia es falaz, ya que calcula como valor de calidad la cantidad y no necesariamente los autores que más artículos publican, son los que más impacto tienen en su campo.
- La fórmula está mal expresada porque, siendo precisos, indica el número de autores que han escrito un número mínimo de artículos, no el número exacto de artículos que han escrito. Por ejemplo, la existencia de 100 autores que han escrito un artículo no indica que solo hayan escrito ese, sino que es el mínimo de artículos que han escrito.